# TAF12
TAF12 (англ. TATA-box binding protein associated factor 12) – білок, який кодується однойменним геном, розташованим у людей на короткому плечі 1-ї хромосоми.  Довжина поліпептидного ланцюга білка становить 161 амінокислот, а молекулярна маса — 17 924.
| 10         |  | 20         |  | 30         |  | 40         |  | 50         |
| ---------- |  | ---------- |  | ---------- |  | ---------- |  | ---------- |
| MNQFGPSALI |  | NLSNFSSIKP |  | EPASTPPQGS |  | MANSTAVVKI |  | PGTPGAGGRL |
| SPENNQVLTK |  | KKLQDLVREV |  | DPNEQLDEDV |  | EEMLLQIADD |  | FIESVVTAAC |
| QLARHRKSST |  | LEVKDVQLHL |  | ERQWNMWIPG |  | FGSEEIRPYK |  | KACTTEAHKQ |
| RMALIRKTTK |  | K          |  |            |  |            |  |            |

A: Аланін

C: Цистеїн

D: Аспарагінова кислота

E: Глутамінова кислота

F: Фенілаланін

G: Гліцин

H: Гістидин

I: Ізолейцин

K: Лізин

L: Лейцин

M: Метіонін

N: Аспарагін

P: Пролін

Q: Глутамін

R: Аргінін

S: Серин

T: Треонін

V: Валін

W: Триптофан

Кодований геном білок за функцією належить до фосфопротеїнів. 
Задіяний у таких біологічних процесах як транскрипція, регуляція транскрипції. 
Локалізований у ядрі.